# Elisabetta Serrapica
Elisabetta Serrapica (Terracina, 1º gennaio 1976) è una pallavolista italiana.
Gioca nel ruolo di schiacciatrice.

## Carriera
La sua carriera subì un'accelerata nel 1992, quando venne acquistata dalla Sirio Perugia; con la formazione umbra disputò consecutivamente 5 campionati in Serie A1. Con le perugine disputò anche il campionato 1998-1999, dopo un anno trascorso ad Imola. Nel 2000 si concluse la sua avventura in Serie A, militando nella Roma Pallavolo.
Dal 2000 milita nel campionato di Serie B1, portando diverse squadre verso la promozione in Serie A2: questo risultato venne conquistato nel 2007 con il Parma Volley Girls e nel 2009 a Carpi. Nel 2009 si trasferì a Trento, e già al primo anno sfiorò la promozione, perdendo però la finale dei play-off.